# Unti e bisunti
Unti e bisunti è un programma televisivo italiano "on the road" presentato dal cuoco Chef Rubio, alias di Gabriele Rubini, e trasmesso su DMAX e dal 2017 in replica su NOVE. L'ideazione del formato è della casa di produzione Pesci Combattenti. Nella prima stagione sono stati trasmessi 12 episodi da 23 minuti. Nella seconda e terza stagione sono stati trasmessi 10 episodi più due speciali da 44 minuti. È stato trasmesso anche nei canali DMAX di Spagna (con il nome El Chef Rubio) e Germania (So isst Mann in Italien) e anche in canali di 80 paesi. Il programma è stato declinato in un film, Unto e bisunto - La vera storia di Chef Rubio, trasmesso il 20 dicembre 2016.

## Il programma

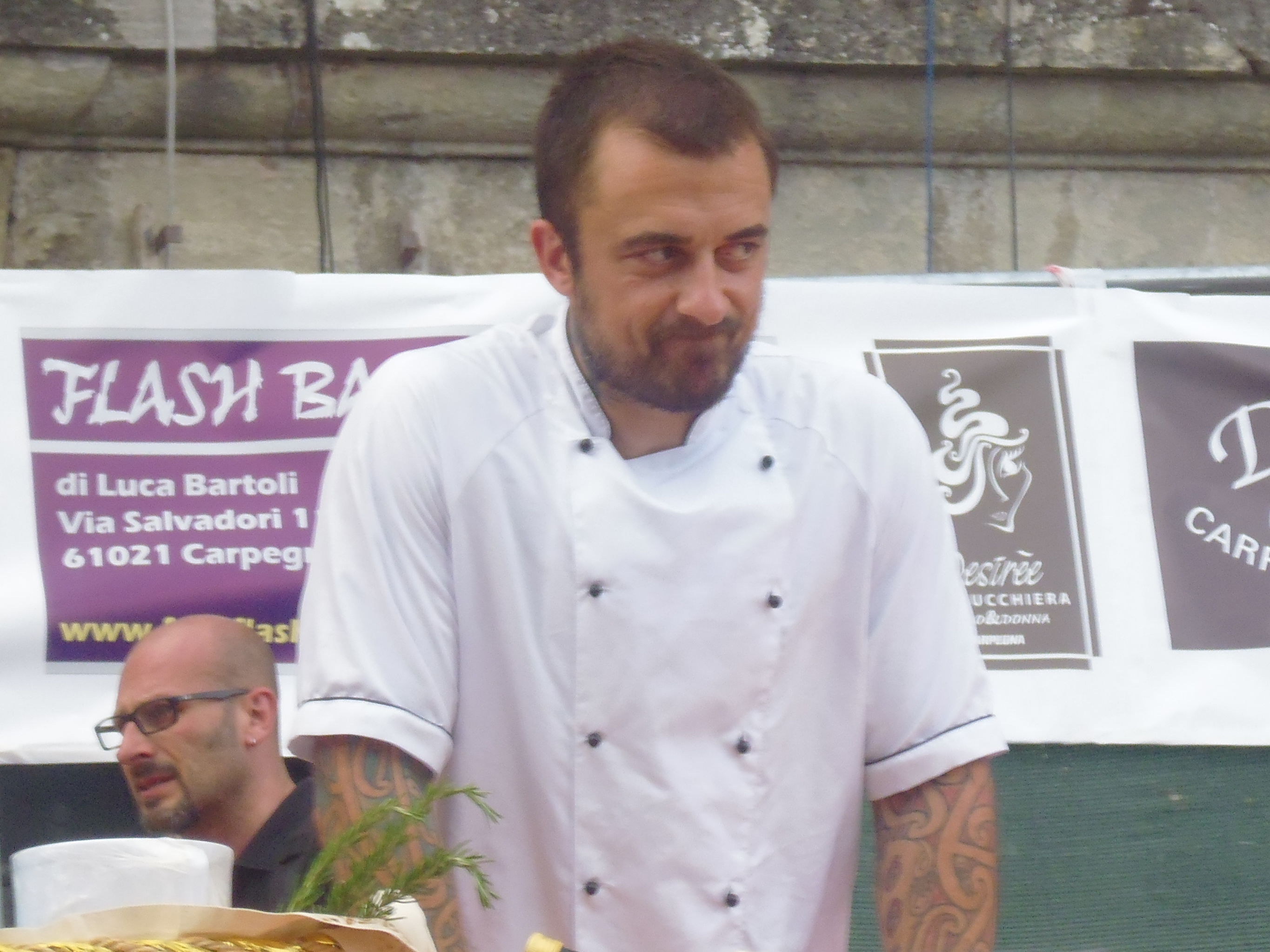
Chef Rubio

In ogni puntata Chef Rubio gira il l'Italia per cercare i piatti delle tradizioni locali più "unti e bisunti", per poi sfidare un cuoco del cibo da strada tipico del luogo.
L'arduo compito di sancire il vincitore viene affidato ad una giuria composta da persone comuni, solitamente da una rappresentativa sportivadel posto.
La seconda stagione ha visto alcune modifiche al format: inizialmente Rubio trova dei piatti, poi decide chi sfidare, e (solo in questa stagione) chi perde si sottopone a una penitenza; inoltre si sono viste ricette estere.
Nella terza invece c'è una programmazione diversa: un uomo misterioso ha fatto saltare la cucina di Rubio, e lo porta a girare luoghi d'Italia meno conosciuti, e anche all'estero; può capitare che siano i cuochi locali a lanciare la sfida, i cui aspetti sono più sfumati rispetto alle prime due stagioni. Inoltre, la prima puntata è stata trasmessa in simulcast anche su Real Time e Deejay TV.

## Puntate
Vittoria
     Pareggio
     Sconfitta

### Prima stagione
| Puntata | Città                     | Sfidato                                                                          | Specialità                                                                        | Giuria                                  | Prima TV          |
| ------- | ------------------------- | -------------------------------------------------------------------------------- | --------------------------------------------------------------------------------- | --------------------------------------- | ----------------- |
| 1       | Napoli                    | Antonio Moglie detto "'O Re'" della Zuppa forte                                  | Panino con la Zuppa di soffritto ovvero la Zuppa forte                            | Tifosi del Napoli                       | 23 giugno 2013    |
| 2       | Catania                   | Vincenzo e Nino Leone detti "I Leones"                                           | Involtini e polpette di cavallo                                                   | Giocatori del Nuoto Catania             | 23 giugno 2013    |
| 3       | Roma                      | Ivano detto "Er Mago" del Fritto Romano                                          | Fritto misto alla Romana (Baccalà fritto, carciofi alla giudia e cervello fritto) | Giocatori del Lazio Rugby               | 30 giugno 2013    |
| 4       | Palermo                   | Rosolino Basile alias Rocky Re della Vucciria detto "The King" del Pani câ meusa | Pane con milza                                                                    | Motociclisti del Moto Club Palermo      | 7 luglio 2013     |
| 5       | Cetara (SA)               | Pasquale Torrente detto "'O Principe" del Cuoppo                                 | Cuoppo misto di Alici                                                             | Pescatori di Cetara                     | 14 luglio 2013    |
| 6       | Firenze                   | Orazio Nencioni detto "Il Michelangelo" del Lampredotto                          | Panino al Lampredotto                                                             | Calcianti del calcio storico di Firenze | 21 luglio 2013    |
| 7       | Livorno                   | Marco detto "Il Pirata" del Cacciucco                                            | Cacciucco alla Livornese                                                          | Vogatori di Livorno                     | 28 luglio 2013    |
| 8       | Calderara di Reno (BO)    | Marisa detta "La Regina" delle Rane in umido                                     | Rane in umido                                                                     | Camionisti emiliani                     | 4 agosto 2013     |
| 9       | Amatrice (RI)             | Memmo detto "Er Guru" dell'Amatriciana                                           | Cicerchiata                                                                       | Cavallari di Amatrice                   | 11 agosto 2013    |
| 10      | Gaeta (LT)                | Carlo Avallone detto "Il Tiellaro"                                               | Tiella di Gaeta con polpi fritti e cozze                                          | Gruppo Diving di Gaeta                  | 25 agosto 2013    |
| 11      | San Pio delle Camere (AQ) | Tonino e Tartaro detti "Il Gatto e la Volpe"                                     | Pecora alla cottora                                                               | Pecorai abruzzesi                       | 1º settembre 2013 |
| 12      | Riccione (RN)             | Roberto alias Roby detto "Il cuoco dei surfisti"                                 | Cassone con lumache di mare                                                       | Surfisti del Vela Club Marano           | 1º settembre 2013 |

Risultato finale della prima stagione: 4 vittorie, 4 pareggi e 4 sconfitte.

### Seconda stagione
| Puntata | Città                      | Sfidato                                   | Specialità                                                                               | Giuria                                        | Prima TV       |
| ------- | -------------------------- | ----------------------------------------- | ---------------------------------------------------------------------------------------- | --------------------------------------------- | -------------- |
| 1       | Bari                       | Gaetano e Lello detti "U'Russ"            | Ciola di 'ndrame (budella di cavallino)                                                  | Patriots Bari (squadra di football americano) | 21 aprile 2014 |
| 2       | Villagrande Strisaili (NU) | Dennis e Quaid                            | Sa Cordha (intestino di pecora e budello)                                                | Lottatori di Istrumpa                         | 28 aprile 2014 |
| 3       | Genova                     | Paolo detto "Il Tortaio"                  | Torta pasqualina con bietole                                                             | Camalli del porto di Genova                   | 5 maggio 2014  |
| 4       | Torino                     | Khaled e Murad detti "I Marrakech"        | Tajine di manzo con prugne in agrodolce                                                  | Rapper multietnici di Torino                  | 12 maggio 2014 |
| 5       | Cagliari                   | I Balena                                  | Murena fritta e anguille alla griglia                                                    | Kartisti del Sardinia Kart Indoor             | 19 maggio 2014 |
| 6       | Milano                     | César y su Mamita                         | Combinado Especial (spiedini di cuore di bovino alla griglia, trippa e durelli di pollo) | Ballerini peruviani                           | 26 maggio 2014 |
| 7       | Funes (BZ)                 | Hans                                      | Gröstl                                                                                   | Musicisti del Schuhplattlergruppe Villnöß     | 2 giugno 2014  |
| 8       | Roma                       | Tarun detto "Er Principe"                 | Mutton Curry (spezzatino di pecora in salsa curry piccante con riso basmati)             | Ballerini di Bollywood Dance                  | 9 giugno 2014  |
| 9       | Malgolo di Romeno (TN)     | Famiglia Di Nuzzo detti "I Di Nuzzonbaum" | Gnocchi di mais con Mortandela e fonduta di Casolet                                      | Borari (taglialegna) della Val di Non         | 16 giugno 2014 |
| 10      | Chioggia (VE)              | I Laguna Brothers                         | Broéto (zuppa di pesce misto)                                                            | Balestrieri chioggiotti                       | 23 giugno 2014 |

Risultato finale della seconda stagione: 4 vittorie e 6 sconfitte.
Il 30 giugno e il 7 luglio 2014 sono state trasmesse due puntate speciali con un riassunto della seconda stagione e gli errori dietro le quinte.

### Terza stagione
| Puntata | Città                                 | Sfidato                                                  | Specialità                                                                          | Giuria                                        | Prima TV          |
| ------- | ------------------------------------- | -------------------------------------------------------- | ----------------------------------------------------------------------------------- | --------------------------------------------- | ----------------- |
| 1       | Catanzaro                             | I gemelli Santo e Salvatore Tallarico detti "Tallaricos" | Morzello di vitello "illustrissimo"                                                 | Antica congrega del morzello                  | 8 settembre 2015  |
| 2       | Matera                                | Angelo Pantaleone                                        | Pignata (stufato di pecora)                                                         | "Le ragazze dei sassi" (donne di Matera)      | 8 settembre 2015  |
| 3       | Fasano (BR)                           | Leo detto "L'Uomo Riccio"                                | L'Intrattieni (antipasto con alimenti di terra e mare)                              | Famiglia di Leo                               | 15 settembre 2015 |
| 4       | Jelsi (CB)                            | Mangazione                                               | Funnateglie (intingolo a base di pomodoro, peperoni, salsiccia secca e uova)        | Amici di Mangazione                           | 22 settembre 2015 |
| 5       | Ascoli Piceno                         | Sunny, Miss Olive all'Ascolana                           | Olive all'Ascolana                                                                  | Professor Leonardo Seghetti, esperto di olive | 29 settembre 2015 |
| 6       | Foligno (PG)                          | Luca Fedele detto "Lu Missile"                           | Piccione in arrosto morto alla Folignate (ripieno di salsiccia di maiale)           | Gente di Foligno                              | 6 ottobre 2015    |
| 7       | Challand-Saint-Anselme (AO)           | Michel                                                   | Seupa Valdostana (a base di pane raffermo, fontina DOP e cavolo verza)              | Bisa, padre di Michel                         | 13 ottobre 2015   |
| 8       | Palol de Revardit (Catalogna, Spagna) | Pere Mia                                                 | Arròs a la cassola (riso bomba con pomodoro, peperoni e vari tipi di carne e pesce) | Oracolo del riso                              | 20 ottobre 2015   |
| 9       | Monaco di Baviera (Germania)          | Daniela e Luigi                                          | Panino "con tutta Monaco dentro" (Leberkäse, patate, cipolle e mostarda al miele)   | Surfisti del fiume Eisbach                    | 27 ottobre 2015   |
| 10      | Marsiglia (Francia)                   | Chef Bernard                                             | Bouillabaisse                                                                       | Alain e altri italo-marsigliesi               | 3 novembre 2015   |

Risultato finale della terza stagione: 5 vittorie e 5 sconfitte.
Alla fine si scopre che in realtà quel personaggio oscuro era se stesso, che la sfida più difficile non è quella con gli altri, ma quella con se stessi. Infine, Rubio si congeda rompendo la quarta parete: "Regà, nun so quando e se se rivedremo, ma ricordateve 'na cosa: l'importante è nun fermasse, mai!"
Il 10 e il 17 novembre 2015 sono andati in onda i "best of" con il backstage, gli errori e le scene inedite della terza stagione.
Il 26 dicembre 2015 è andata in onda una maratona di tutti gli episodi della terza stagione,  denominata "Santi e bisanti".

## Unto e bisunto - La vera storia di Chef Rubio
Come spin-off del programma fu fatto un film per la televisione dal nome Unto e bisunto - La vera storia di Chef Rubio in cui Gabriele Rubini ha il suo primo ruolo come protagonista di un lungometraggio.
L'opera è un “biopic” in cui Rubio veste i panni di se stesso.

### Trama
Intorno al 2050 Rubio è un anziano che vive in una capanna sulla spiaggia. Cosa è accaduto? Cosa gli è capitato?.
Il film ripercorre la sua storia da quando è venuto al mondo (nella cucina di un ristorante) alla sua prima parola (che non fu «mamma» ma «magna») alla scoperta del suo incredibile superpotere, «il palato assoluto», un dono che fin da bambino gli ha permesso di riconoscere ingredienti e sapori di ogni pietanza e lo ha  nel tempo reso uno chef famoso e idolatrato, protagonista di programmi televisivi. Finché, un brutto giorno, Rubio perderà questo “superpotere”. Improvvisamente non sente più i sapori e non riesce a distinguere più il dolce dal salato o l'aspro dal piccante. Sarà questa la sua fine?

### Accoglienza
Nella sua prima messa in onda, il 20 dicembre 2016 in prima serata, il film ha ottenuto 659.000 telespettatori pari al 2,5% di share con 600.000 spettatori che seguirono la diretta live su Facebook. Fu lo share più alto dell'anno per il canale DMAX.